# 岡崎由美
岡崎 由美（おかざき ゆみ、1958年 - ）は、日本の中国文学研究者。早稲田大学文学部中国語中国文学コース教授。専門は中国大衆文学。
香川県出身。1981年早稲田大学第一文学部卒業。
金庸作品のすべての日本語訳もしくは監修を手がけた。1996年にはじめて金庸作品の日本語訳『書剣恩仇録』が出版されて以来、日本でも武俠小説や金庸がしだいに知られるようになった。
金庸と並ぶ武俠小説の大家である古龍の日本語訳も手がけている。

## 著作
- 『漂泊のヒーロー―中国武俠小説への道』（大修館書店、あじあブックス、2002年12月）
- 監修『武俠小説の巨人 金庸の世界』（徳間書店、1996年）
- 監修『きわめつき武俠小説指南―金庸ワールドを読み解く』（徳間書店、1998年4月）

### 主な論文
- 「清末俠義小説『万年青』について―方世玉故事成立初探」
- 「武俠の黎明―押川春浪と近代中国武俠小説」
- 「唐代豪俠小説と散楽百戯」
- 「金庸小説の格闘描写」

### 金庸作品の翻訳・監修
徳間書店金庸武俠小説集
- 『書剣恩仇録』（翻訳）
- 『碧血剣』（監修）
- 『俠客行』（監修）
- 『秘曲 笑傲江湖』（監修）
- 『雪山飛狐』（監修）
- 『射鵰英雄伝』（監修）
- 『連城訣』（監修）
- 『神鵰剣俠』（翻訳）
- 『倚天屠龍記』（監修）
- 『越女剣』（監修）
- 『飛狐外伝』（監修）
- 『天龍八部』（監修）
- 『鹿鼎記』（翻訳）

### 古龍作品の翻訳
小李飛刀シリーズ
- 古龍『多情剣客無情剣』（全2巻、訳、角川書店、2002年）
- 『辺城浪子』（全4巻、訳、小学館文庫、1999年）

陸小鳳伝奇シリーズ
- 『金鵬王朝 陸小鳳伝奇シリーズ1』（早稲田出版、2006年5月）
- 『繍花大盗 陸小鳳伝奇シリーズ2』（早稲田出版、2006年5月）
- 『決戦前後 陸小鳳伝奇シリーズ3』（早稲田出版、2006年11月）

### 中国古典小説・楊家将演義の翻訳
「楊家将演義」日本語初訳。「北宋志伝」全五十回とそれに連なる「南宋志伝」の楊一族登場場面を訳出。
- 『完訳　楊家将演義』（上・下巻、松浦智子と共訳、勉誠出版、2015年）
- 『楊家将演義　読本』（松浦智子と共編、勉誠出版、2015年）

## テレビ出演
- 『一枚の写真』（1991年12月18日、フジテレビ）